# Azienda autonoma statale della strada
L'Azienda autonoma statale della strada (AASS) era un'azienda italiana costituita con la finalità di gestire le strade di interesse statale.

## Storia
Venne creata con la legge 17 maggio 1928, n. 1094 ("Istituzione dell'Azienda autonoma statale della strada"). Il primo direttore fu l'ingegner Pio Calletti, che ebbe in gestione 137 arterie in pessimo stato, con una rete complessiva di 20 622 km, oltre a 450 km di strade in costruzione. Dal 1933 l'AASS assunse la responsabilità per alcuni tratti autostradali, rilevando le competenze della Società Anonima Autostrade.
Dopo la conquista dell’Etiopia, l'AASS si impegnò nella realizzazione di oltre 7 000 km di strade nell'Africa Orientale Italiana, dopo la seconda guerra mondiale fu soppressa e al suo posto, il 27 giugno 1946 venne istituita l'Azienda nazionale autonoma delle strade statali (Anas).

## La rete stradale gestita nel Regno d'Italia
| Anno | Autostrade | Strade nazionali(1) | Strade provinciali | Strade comunali | Totale  | Km per 1000 ab. | Km per 100 km² |
| ---- | ---------- | ------------------- | ------------------ | --------------- | ------- | --------------- | -------------- |
| 1864 | --         | 13.499              | 8.992              | 62.274          | 89.675  | 4,0             | 34,8           |
| 1871 | --         | 7.946               | 18.852             | n.d.            | n.d.    | n.d.            | n.d.           |
| 1904 | --         | 6.656               | 43.554             | 87.887          | 138.097 | 4,2             | 48,2           |
| 1910 | --         | 8.303               | 44.671             | 95.406          | 148.380 | 4,3             | 51,8           |
| 1923 | --         | 20.622              | 42.578             | 106.800         | 170.000 | 4,1             | 54,8           |
| 1938 | 479        | 20.324              | 42.578             | 110.280         | 173.296 | 4,0             | 55,9           |
| 1941 | 479        | 20.632              | 42.578             | 110.280         | 173.699 | 3,9             | 56,0           |

(1) "Strade statali" dal 1928